# Mercado frontera

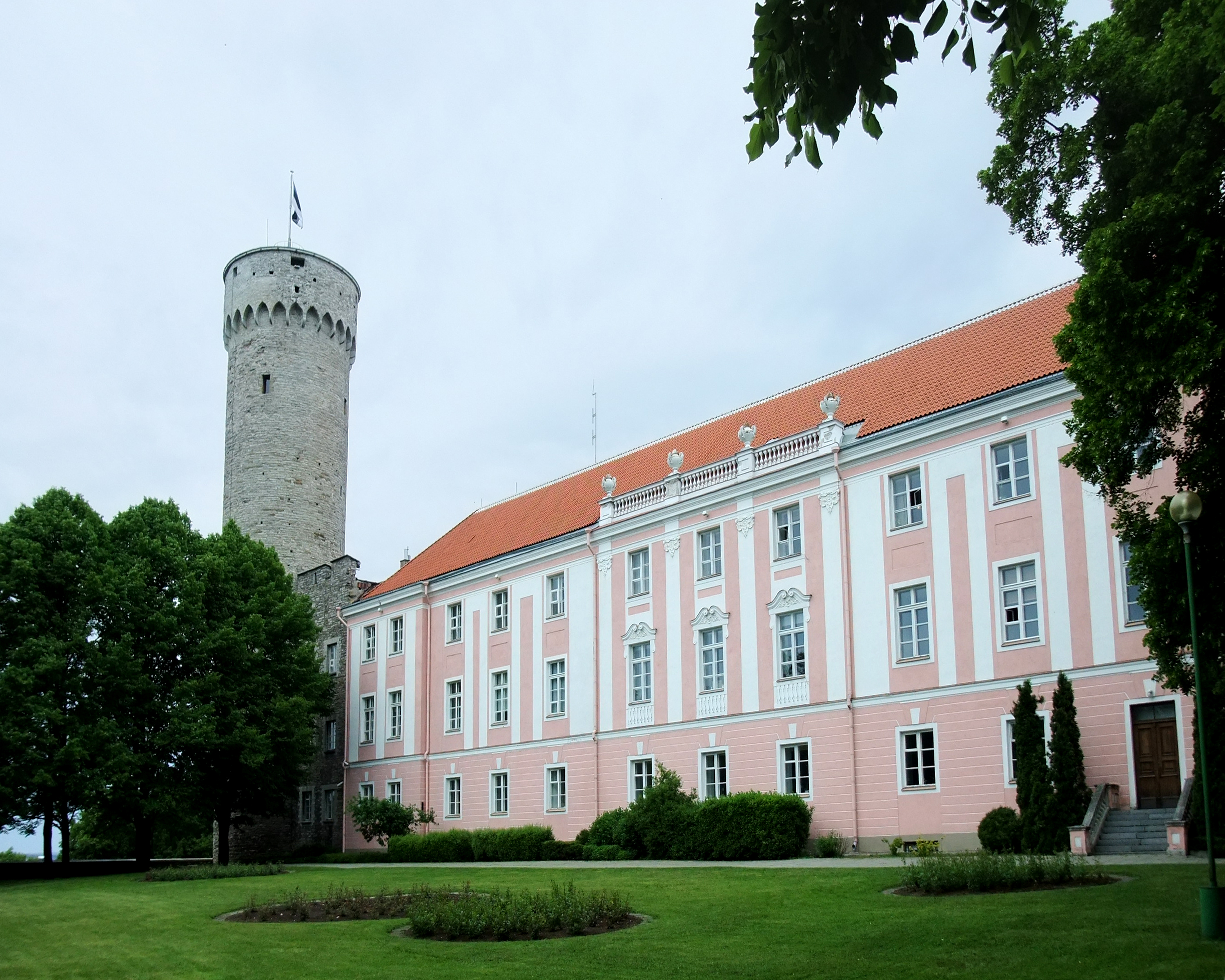
Parlamento de Estonia, un país considerado mercado frontera por las agencias de calificación S&P, MSCI y Russell.

Un mercado frontera es un tipo de país en vías de desarrollo más avanzado que los países menos desarrollados, pero demasiado pequeño para ser considerado un mercado emergente. Se trata de un término económico acuñado en 1992 por Farida Khambata, de la Corporación Financiera Internacional (CFI, rama del Banco Mundial). El término se utiliza generalmente para describir los mercados de valores más pequeños y menos accesibles de los países en desarrollo, pero a los que las agencias de calificación (rating) aún asignan rango de inversión (no de especulación ni de bono basura). Los mercados frontera, o preemergentes, son típicamente frecuentados por inversores que buscan un alto rendimiento potencial a largo plazo, así como correlaciones bajas con otros mercados. Algunos mercados frontera fueron antes emergentes, pero han retrocedido al estatus de frontera. Los mercados de valores de los países desarrollados se conocen, en términos de inversión, como mercados desarrollados (developed markets).

## Terminología
El término empezó a usarse cuando la base de datos de mercados emergentes (EMDB por sus siglas en inglés) de la CFI, dirigida por Farida Khambata, empezó a publicar datos de mercados más pequeños en 1992. Khambata acuñó el término "mercados frontera" para este conjunto de índices. La agencia de calificación Standard and Poor's (S&P) compró la EMDB a la CFI en 1999, y en octubre de 2007 S&P lanzó el primer índice de inversión sobre estos mercados, el Índice Selectivo Frontera (30 de las mayores compañías de 11 países) y el Índice  Frontera Extendido (150 compañías de 27 países). Posteriormente, MSCI (anteriormente Morgan Stanley) lanzó un índice de mercados frontera rival, y a comienzos de 2008, el Deutsche Bank puso en marcha el primer fondo de inversión cotizado de mercados frontera, en la Bolsa de Londres. Los mercados frontera son un subconjunto de los mercados emergentes, que tienen pequeñas capitalizaciones, o bajos volúmenes  anuales de negociación, o restricciones de mercado inadecuadas para su inclusión en los principales índices de mercados emergentes (EM indexes), pese a lo cual «presentan relativas apertura y accesibilidad para inversores extranjeros» y no se encuentran en «extrema inestabilidad económica y política.»
Los países en esta situación podrían clasificarse aproximadamente en 3 grupos:
- Países pequeños de nivel de desarrollo relativamente alto (como Estonia) pero demasiado reducidos para ser considerados mercados emergentes
- Países con restricciones de inversión que han empezado a aflojarse entre 2000 y 2010 (como los países del Consejo de Cooperación del Golfo)
- Países (como Kenia o Vietnam) con un nivel de desarrollo inferior al de los mercados emergentes tradicionales[8]

El término mercados preemergentes se utiliza a veces como sinónimo de "mercados frontera", enfatizando la expectativa de que finalmente ascenderán al estatus de "mercado emergente".

## Consideraciones para inversores
Los mercados frontera tienen menores capitalización y liquidez que los mercados emergentes tradicionales.
Que el mercado de valores de un país sea clasificado como mercado frontera implica la expectativa de que, con el tiempo, se volverá más líquido y mostrará un rendimiento y riesgo similares a los mercados emergentes tradicionales.
Los inversores en mercados emergentes dicen que invertir en activos frontera diversificaría y reduciría el riesgo, lo cual contradice la idea general que el riesgo aumentaría al incluir estos activos. Como inversores bien conocidos en estos activos pueden citarse a Thomas Hugger, de Asia Frontier Capital Ltd., o Douglas Clayton, de Leopard Capital.
Quienes se centran en los mercados frontera tienen diferentes opiniones sobre lo que el futuro depara a las correlaciones entre países dentro de la clase de activos financieros. Mientras que estos países comparten algunas características económicas, como poblaciones jóvenes y cada vez mejor formadas, individualmente afrontan diferentes fuerzas internas y externas. Los fondos como Asia Frontier Capital invierten para lograr retornos en países con tendencias ascendentes de consumo nacional, pero ven diferentes los motores de crecimiento cada país. Este planteamiento inversor parece lógico porque una economía basada en la fabricación, como la de Bangladés, no responde de la misma manera a choques externos como un país insular donde una gran proporción de la economía está ligada al turismo, como Sri Lanka.
Otros inversores, como DaMina Advisors, sostienen desde 2010 que fundamentalmente todos los mercados frontera de África, Latinoamérica y Asia se sincronizarán, tal como ha pasado con los económica y culturalmente dispares Brasil, India, China y Rusia.
Aparte de invertir en fondos nacionales específicos, hay otra manera de poner dinero en mercados frontera: comprar participaciones en fondos que replican índices de mercados frontera, como MSCI Frontier Index.

## Lista de mercados frontera
Las agencias de calificación FTSE, MSCI, S&P y Russell clasifican (o no) como mercados frontera a los siguientes países:
| País                                     | FTSE | MSCI | S&P Dow Jones | Russell |
| ---------------------------------------- | ---- | ---- | ------------- | ------- |
| Argentina                                | Sí   | No   | Sí            | Sí      |
| Baréin                                   | Sí   | Sí   | Sí            | Sí      |
| Bangladés                                | Sí   | Sí   | Sí            | Sí      |
| Benín                                    | No   | Sí   | No            | No      |
| Botsuana                                 | Sí   | No   | Sí            | Sí      |
| Bosnia y Herzegovina                     | No   | No   | No            | Sí      |
| Bulgaria                                 | Sí   | No   | Sí            | Sí      |
| Burkina Faso                             | No   | Sí   | No            | No      |
| Costa de Marfil                          | Sí   | Sí   | Sí            | Sí      |
| Chipre                                   | Sí   | No   | Sí            | Sí      |
| Croacia                                  | Sí   | Sí   | Sí            | Sí      |
| Estonia                                  | Sí   | Sí   | Sí            | Sí      |
| Ecuador                                  | No   | No   | Sí            | No      |
| Egipto                                   | No   | No   | No            | Sí      |
| Gabón                                    | No   | No   | No            | Sí      |
| Ghana                                    | No   | No   | Sí            | Sí      |
| Guinea Bissau                            | No   | Sí   | No            | No      |
| Jamaica                                  | No   | No   | Sí            | Sí      |
| Jordania                                 | Sí   | Sí   | Sí            | Sí      |
| Kazajistán                               | No   | Sí   | Sí            | Sí      |
| Kenia                                    | Sí   | Sí   | Sí            | Sí      |
| Kuwait                                   | No   | Sí   | Sí            | Sí      |
| Letonia                                  | No   | No   | Sí            | No      |
| Líbano                                   | No   | Sí   | Sí            | No      |
| Lituania                                 | Sí   | Sí   | Sí            | Sí      |
| Antigua República Yugoslava de Macedonia | Sí   | No   | No            | No      |
| Malí                                     | No   | Sí   | No            | No      |
| Malta                                    | Sí   | No   | No            | Sí      |
| Mauricio                                 | Sí   | Sí   | Sí            | Sí      |
| Marruecos                                | No   | Sí   | Sí            | No      |
| Namibia                                  | No   | No   | Sí            | Sí      |
| Níger                                    | No   | Sí   | No            | No      |
| Nigeria                                  | Sí   | Sí   | Sí            | Sí      |
| Omán                                     | Sí   | Sí   | Sí            | Sí      |
| Pakistán                                 | No   | No   | No            | Sí      |
| Panamá                                   | No   | No   | Sí            | No      |
| Papúa Nueva Guinea                       | No   | No   | No            | Sí      |
| Catar                                    | Sí   | No   | No            | Sí      |
| Rumanía                                  | Sí   | Sí   | Sí            | Sí      |
| Senegal                                  | No   | Sí   | No            | Sí      |
| Serbia                                   | Sí   | Sí   | No            | Sí      |
| Eslovaquia                               | Sí   | No   | Sí            | Sí      |
| Eslovenia                                | Sí   | Sí   | Sí            | Sí      |
| Sri Lanka                                | Sí   | Sí   | Sí            | Sí      |
| Tanzania                                 | No   | No   | No            | Sí      |
| Togo                                     | No   | Sí   | No            | No      |
| Trinidad y Tobago                        | No   | No   | Sí            | Sí      |
| Túnez                                    | Sí   | Sí   | Sí            | Sí      |
| Ucrania                                  | No   | No   | No            | Sí      |
| Vietnam                                  | Sí   | Sí   | Sí            | Sí      |
| Zambia                                   | No   | No   | Sí            | Sí      |
| Perú                                     | No   | Sí   | Sí            | Sí      |

### Cambios pasados
Colombia fue ascendida de mercado frontera a mercado emergente por Standard & Poor's a partir del 19 de septiembre de 2011. Desde entonces ha habido numerosos cambios y actualizaciones. Perú se mantuvo en 2016 como mercado emergente, tras un período en que existió la amenaza de degradarlo a mercado frontera.